# Fritz-William Michel
Fritz William Michel (Porto Príncipe, 1980) é um político haitiano. Chegou a ser relacionado para o cargo de Primeiro-Ministro do Haiti em 22 de julho de 2019, porém a sua nomeação não foi aprovada pelo Parlamento. Ele foi anteriormente Chefe de Contas no Ministério de Economia e Finanças de 2009 a 2011.